# Boknafjord (Schiff)

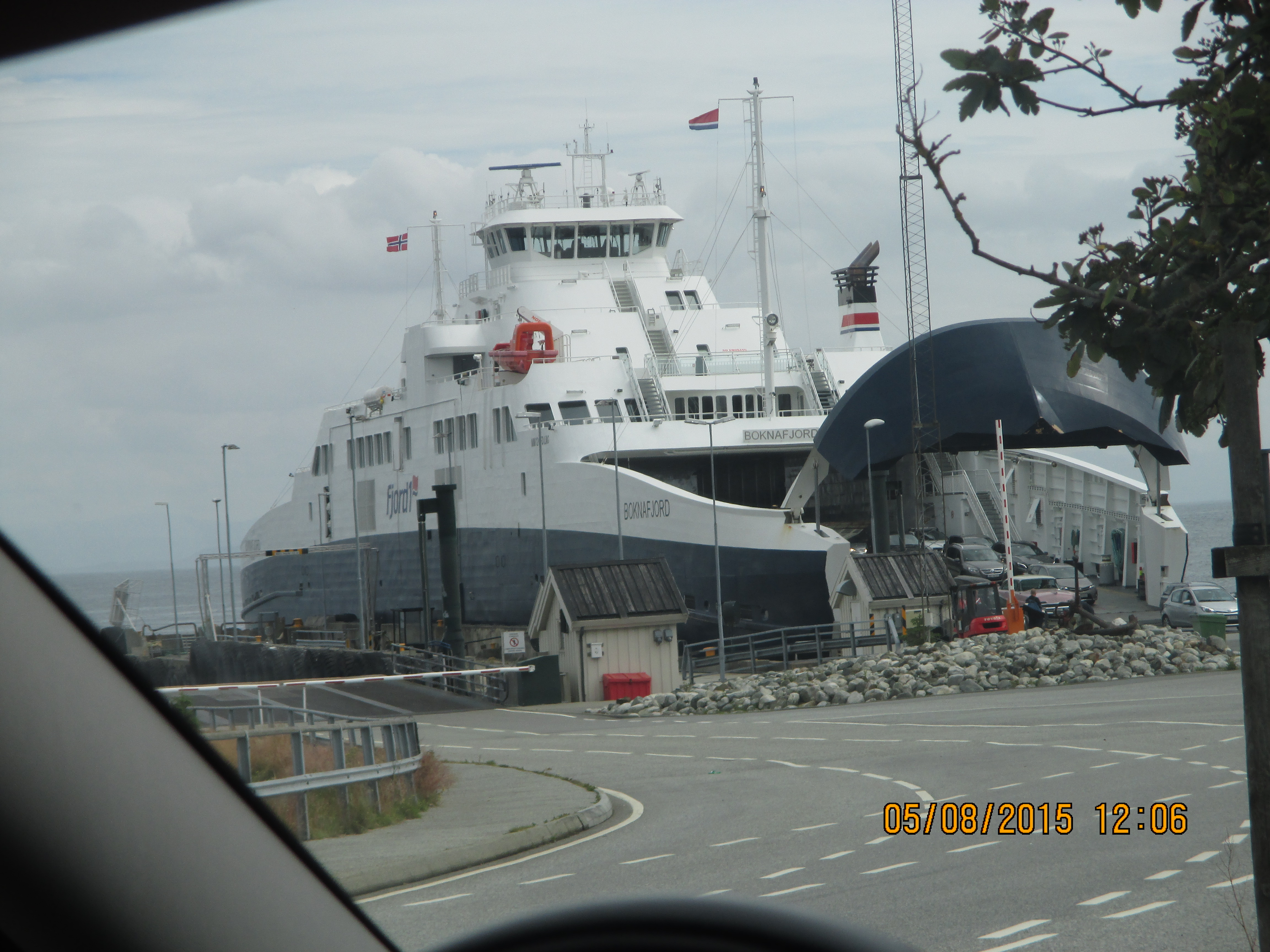
Boknafjord (Foto 2015)

Die Boknafjord ist eine Doppelendfähre der norwegischen Reederei Fjord1.

## Geschichte
Die Fähre wurde am 21. Juni 2010 bestellt und unter der Baunummer 79 auf der norwegischen Fiskerstrand Verft gebaut. Der Rumpf wurde von der Werft Western Baltija Shipbuilding in Klaipėda zugeliefert. Er wurde dort unter der Baunummer 09 gebaut. Der Schiffsentwurf stammt vom norwegischen Schiffsarchitekturbüro Multi Maritime und trägt die Bezeichnung „MM 120 FD LNG“.
Die Kiellegung der Fähre fand am 24. November 2010, der Stapellauf am 11. Juli 2011 statt. Das Schiff wurde am 14. Dezember 2011 getauft. Taufpatin war die damalige Verkehrsministerin Magnhild Meltveit Kleppa. Die Fertigstellung des Schiffs erfolgte am 29. Dezember 2011.
Die Fähre verkehrt zusammen mit den äußerlich sehr ähnlichen Fähren Stavangerfjord und Mastrafjord zwischen Arsvågen auf der Insel Vestre Bokn und Mortavika auf der Insel Rennesøy. Benannt ist sie nach dem gleichnamigen Fjord, auf dem sie verkehrt.

## Technische Daten
Die Fähre wird gaselektrisch angetrieben. Der Antrieb besteht aus vier Propellergondeln mit Zugpropeller, von denen je zwei an den beiden Enden der Fähre installiert sind. Die Propellergondeln von Kongsberg Maritime werden von je einem ABB-Elektromotor mit 2200 kW Leistung angetrieben. Für die Stromerzeugung stehen vier Generatorsätze von Bergen Engines zur Verfügung. Drei Generatoren werden von Neunzylinder-Gasmotoren des Typs C26:33L-9 mit jeweils 2310 kW Leistung angetrieben, einer von einem Dieselmotor des Typs C25:33L-9 mit 2850 kW Leistung. Der Dieselgenerator dient in erster Linie als Sicherheit. Im Tagesbetrieb wird die für den Antrieb und den Bordbetrieb benötigte Energie von den drei Gasgeneratoren bereitgestellt. Zusätzlich wurde ein von einem Scania-Dieselmotor des Typs DI16 angetriebener Notgenerator verbaut.
Für das Flüssigerdgas stehen zwei Tanks mit einer Kapazität von jeweils 125 m³ zur Verfügung. Jeweils ein Tank befindet sich an einem der beiden Enden der Fähre. Die Tankkapazität des Dieseltanks beträgt 49 m³.
Der Antrieb des Schiffes ist redundant aufgebaut, so dass beim Ausfall eines Maschinenraums der Betrieb des Schiffes über den zweiten Maschinenraum weiter sichergestellt bleibt.
Die Fähre verfügt über zwei Fahrzeugdecks. Das Fahrzeugdeck auf dem Hauptdeck ist 120 Meter lang. Auf nahezu der gesamten Länge stehen fünf Fahrspuren zur Verfügung. Lediglich an den beiden Enden der Schiffe stehen nur drei Fahrspuren zur Verfügung (hier verjüngt sich das Schiff etwas). Das Hauptdeck ist an beiden Enden nach oben offen. Nach vorne und hinten ist es durch ein nach oben aufklappbares Visier verschlossen. Unterhalb des Hauptdecks befindet sich ein über Rampen zugängliches, weiteres Fahrzeugdeck mit sechs Fahrspuren. Auf dem Hauptdeck können auch Lkw, Busse und andere höhere Fahrzeuge befördert werden. Die nutzbare Höhe auf dem darunterliegenden Deck erlaubt nur die Beförderung von Pkw.
Im mittleren Bereich der Schiffe ist das Hauptdeck von den Decksaufbauten mit vier Decks überbaut. In den Decksaufbauten befinden sich auf Deck 5 zwei Aufenthaltsräume für die Passagiere und ein dazwischen liegendes Selbstbedienungsrestaurant mit Küche. Durch diese Konfiguration wird eine schnellere Bedienung der Passagiere ermöglicht. Auf diesem Deck befinden sich auch zwei offene Deckbereiche.
Auf Deck 6 befinden sich ein Großteil der Einrichtungen für die Schiffsbesatzung. Die Fähre ist mit 16 Kabinen für Besatzungsmitglieder ausgestattet, von denen ein Teil als Einzel- und ein Teil als Doppelkabinen ausgelegt ist. Die Schiffsbesatzung wohnt an Bord und wechselt alle vierzehn Tage. Das Küchen- und anderes Servicepersonal ist nur während der Betriebszeiten der Fähre an Bord.
Die Passagierkapazität ist mit 589 Personen angegeben. Die Gesamtkapazität der Fähre beträgt 600 Personen. Die Fähre ist mit zwei Schiffsevakuierungssystemen ausgerüstet. Zusätzlich stehen drei Rettungsinseln zur Verfügung.